# Giustificazione della rivoluzione di Corsica
La Giustificazione della rivoluzione di Corsica, e della ferma risoluzione presa da' Corsi, di non sottomettersi mai più al dominio di Genova souvent abrégée en Giustificazione en français : « Justification de la révolution de Corse, et de la ferme intention, prise par les Corses, de ne plus jamais se soumettre à la souveraineté de Gênes » est un ouvrage paru en italien à Naples en 1758, sans nom d'auteur, écrit par don Gregorio Salvini, sans doute à Corte. Cet ouvrage recense 160 cas de mauvaise justice ou de mauvaise administration dues à la république de Gênes sur son domaine corse et constitue un pamphlet nationaliste justifiant le mouvement né en Corse à partir de 1729.

## Historique
Très vite, la Giustificazione devient la base sur laquelle se développe la propagande nationaliste insulaire au début des années 1760 vers la phase conclusive de la lutte contre la république de Gênes. Pier Maria Giustiniani, évêque de Sagone puis de Vintimille y oppose une confutation inspirée par le principe « qu'il n'est jamais licite de se rebeller à son propre souverain, quel qu'en soit le motif ». Il écrit donc les Riflessioni intorno ad un libro intitolato Giustificazione della rivoluzione di Corsica, e della ferma risoluzione presa da’ corsi di mai più sottomettersi al dominio di Genova. Débute ainsi une longue querelle sur le droit des Corses à se rebeller, notamment en cas d'injustice flagrante. Dans sa présentation, Salvini écrivait : « Di tutti i popoli d’Europa gli isolani di Corsica sono i soli che siano nati per essere continuamente infelici. Si trascorrano tutti i secoli e si vedrà il dispotismo e l’anarchia opprimere a vicenda que’popoli sventurati » (« de tous les peuples d'Europe, les insulaires de Corse sont les seuls qui soient nés pour être continûment malheureux. On examinera tous les siècles et on verra le despotisme et l'anarchie opprimer selon ces peuples sans chance »). Il n'y avait plus espoir désormais que dans le sénat génois puisse exister « una mano maestra che abbia l’abilità di rimettere a sesto questa macchina scomposta » (« une main maîtresse qui ait l'habileté de remettre à marcher cette machine en panne »).
Dans son édition augmentée de 1764, Salvini insère dans la Giustificazione la confutation de l'évêque de Sagone, y répond ensuite et ajoute une dédicace à Pascal Paoli, général en chef.
La Collectivité territoriale de Corse, élue le 13 décembre 2015, à majorité nationaliste, prête serment sur la Giustificazione, par la voix de Gilles Simeoni et de Jean-Guy Talamoni.

## Éditions

### Éditions originelles
- Giustificazione della rivoluzione di Corsica e della ferma risoluzione presa da' Corsi di mai più sottomettersi al dominio di Genova, Naples, avril 1758.
- Giustificazione della Rivoluzione di Corsica e della ferma risoluzione presa da' Corsi di mai più sottomettersi al dominio di Genova, Oletta, mais selon toute vraisemblance édité à Livourne ou en Toscane, en 1758.
- Giustificazione della Rivoluzione di Corsica combattuta dalle riflessioni di un Genovese e difesa dalle osservazioni di un Corso, Corte, 1764.

### Éditions modernes
- Gregorio Salvini (trad. de l'italien, introduction et traduction par François Piazza), Justification de la révolution de Corse : et de la ferme résolution prise par les Corses de ne plus jamais se soumettre à la domination génoise, Ajaccio, Éditions Alain Piazzola, juillet 2010, 250 p. (ISBN 978-2915410822).
- Gregorio Salvini (trad. de l'italien, présentation, traduction et notes, Évelyne Luciani), Justification de la révolution de Corse : combattue par les réflexions d'un Génois, l'évêque Pier Maria Giustiniani et défendue par les observations d'un Corse, Buonfigliolo Guelfucci, Ajaccio, Albiana, coll. « La Corse au Siècle des lumières, dirigée par Dominique Taddei », avril 2014, 450 p. (ISBN 978-2824104218, présentation en ligne).